# Earthbound (musikgrupp)
Earthbound var en svensk trance-duo bestående av Anders Eriksson och Fredrik Johansson.
Gruppen fick mest framgång med trance-låtarna "One Nation – Trance Nation" och "Essence of Life".

## Biografi
Earthbound bildades 1994 av Anders Eriksson, Fredrik Johansson och Karl-Oskar Andreasson. Deras debut kom med EP:n Hypocondric Lovesick, som bland annat innehåller innehåller låten "Element of Love". Karl valde sen att lämna bandet. Anders och Fredrik fortsatte sedan att släppa singlar och gav ut deras debutalbum 1999, Earthbound. Albumet blev nominerad till en Grammis 2000.
Gruppen lade sedan ner under 2003.

## Diskografi

### Studioalbum
- 1999 – Earthbound

### EP:s
- Hypocondric Lovesick

### Singlar
- 1996 – Hypocondric Lovesick
- 1996 – Heartbeat (Element of Love)
- 1998 – Everyone
- 1998 – Living Just For Today
- 1999 – Essence of Life
- 1999 – One Nation – Trance Nation
- 2000 – One Nation / Phuturistic Journey (för den brittiska marknaden)
- 2000 – Phuturistic Journey
- 2001 – Song 5
- 2002 – Mission: Dreams